# Relitto della piattaforma Paguro
Il relitto della piattaforma Paguro è il relitto di una piattaforma metanifera per l'esplorazione petrolifera, di tipo autosollevante, costruita tra il 1962 e il 1963 nel mare Adriatico al largo di Porto Corsini (Ravenna), assieme alla Perro Negro per conto dell'AGIP. Riconosciuto nel 2010 come sito di interesse comunitario (IT4070026) dalla regione Emilia-Romagna, è il primo sito marino della regione.

## L'affondamento
A metà del 1965 la piattaforma fu posizionata nell'Alto Adriatico sul pozzo denominato PC7 (Porto Corsini 7), a 11 miglia dal porto di Ravenna, all'altezza della foce dei Fiumi Uniti, su di un fondale di 25 metri.
Il 28 settembre 1965 la perforazione venne fermata, avendo raggiunto il suo obiettivo: un giacimento di metano posto a circa 2,9 km sotto il livello del mare, intaccando tuttavia anche un secondo giacimento, posto sotto al primo e non previsto, contenente gas ad alta pressione. Durante le operazioni di registrazione di logging, l'equilibrio idrodinamico a fondo pozzo, che controbilanciava le pressioni dei fluidi nelle rocce, divenne instabile, provocando un'eruzione di gas che causò l'incendio della piattaforma. Dopo i tentativi iniziali di domare l'eruzione, la piattaforma venne abbandonata la sera del 28 settembre: nel disastro morirono annegati tre tecnici dell'Agip: Pietro Peri, Arturo Biagini e Bernardo Gervasoni. La piattaforma affondò l'indomani. L'esplosione creò un cratere centrale profondo 33 metri.
La fuoriuscita di gas sul fondo marino generò una colonna di gas misto a pulviscolo d'acqua che raggiunse l'altezza di 30 metri sulla superficie del mare. L'eruzione venne domata, tre mesi dopo, con la perforazione di un pozzo direzionato che, raggiungendo nel sottosuolo il tragitto del pozzo in eruzione, permise di intasare e cementare il foro attraverso il quale il gas fuoriusciva alla superficie.

## L'Oasi odierna

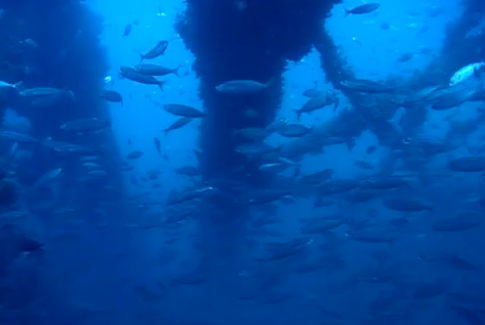
Fauna marina presente nel relitto

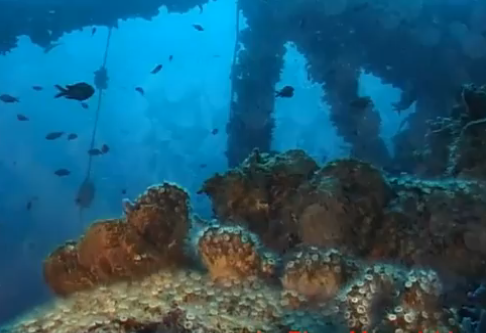
Flora e fauna presente

La parte più alta della struttura attualmente si trova a 10 metri sotto il livello del mare, ed il cratere formatosi sul fondo marino, di natura argillosa sabbiosa, raggiunge i 35 metri di profondità ed ha visto una esplosione della flora e della fauna marina, tanto che oggi, questo reef artificiale è diventato meta di esplorazione subacquea. Nel 1991 è stato anche permesso l'ampliamento della struttura tramite deposizione al fondo di altro materiale ferroso proveniente dalla demolizione di altre piattaforme adriatiche, ingrandendo l'area attiva di questo santuario marino.
Per regolamentare le immersioni e salvaguardare la vita attorno alla Paguro, è stata istituita a Ravenna l'Associazione Paguro, e dal 21 luglio 1995 l'area contenente il relitto della piattaforma è stata dichiarata dal Ministero delle risorse agricole Zona di tutela biologica tramite il Decreto "Istituzione della zona di tutela biologica nell'ambito del compartimento marittimo di Ravenna".
La zona di tutela biologica è diventata sito di interesse comunitario con delibera della regione Emilia-Romagna dell'8 febbraio 2010.